# Partitio terrarum imperii Romaniae
La Partitio terrarum imperii Romaniae (en latin « Partage des terres de l'Empire de Romanie », c'est-à-dire de l'Empire romain d'Orient ou Empire byzantin), ultérieurement Partitio regni Graeci (« Partition du royaume grec ») est un traité signé entre les croisés après le sac de la capitale byzantine (romaine orientale), Constantinople, par la quatrième croisade en 1204. Il a établi l'Empire latin et a organisé la partition nominale du territoire byzantin entre les participants de la croisade, la république de Venise en étant le plus grand bénéficiaire. Cependant, parce que les croisés ne contrôlaient pas effectivement la majeure partie de l'Empire, les croisés admirent que la division de l'Empire entre eux ne pourrait pas être mise en œuvre compte tenu de leurs forces et de la résistance des populations locales et de leurs archontes. Cette épreuve est un coup dur pour l'Empire romain d'Orient, mais son principal héritier, l'empire de Nicée, reprend Constantinople en 1261, sans pour autant rétablir l'unité byzantine, puisque d'autres « États grecs » subsistent.

## Contexte
En mars 1204, peu de temps avant le sac de Constantinople le mois suivant, en avril, les croisés conclurent un accord préliminaire sur le partage des territoires byzantins entre eux. Ce texte, négocié entre les principaux chefs de la croisade, le doge de Venise Enrico Dandolo, le marquis Boniface de Montferrat, le comte Baudouin et le comte Louis I de Blois, a été conservé parmi les lettres du pape Innocent III[réf. incomplète]. Selon ses stipulations, les Vénitiens conserveraient les privilèges qui leur avaient été accordés par les empereurs byzantins et un comité commun, composé en nombre égal de Vénitiens et de croisés, élirait un empereur pour l'Empire latin à établir après la conquête de la ville. L'empereur recevrait un quart de tous les territoires, ainsi que les palais des Blachernes et de Boukoleon dans la capitale impériale. Les trois quarts restants des territoires byzantins seraient répartis équitablement entre Venise et les autres croisés . Le 9 mai, Baudouin de Flandre fut élu empereur, à la place du chef de la croisade, Boniface de Montferrat. Selon le croisé et chroniqueur Geoffroy de Villehardouin, par accord préalable, Boniface devait recevoir les territoires situés au-delà du Bosphore et de la mer de Marmara, « vers la Turquie », ainsi que « l'île de Grèce ». Cependant, pour apaiser Boniface, Baudouin a accepté de lui attribuer le royaume de Thessalonique à la place. 
L'accord, qui a été promulgué fin septembre ou début octobre 1204 (selon les opinions de W. Heyd, Dionysios Zakythinos et A. Carile) ou (selon Nicolas Oikonomidès) immédiatement après le sac de la ville en avril-mai 1204, a été rédigé par un comité de 24 hommes composé de 12 Vénitiens et de 12 représentants des autres chefs croisés.  Les Vénitiens ont joué un rôle majeur dans la procédure, car ils avaient une connaissance de première main de la région, et beaucoup des dispositions du texte final peuvent être attribuées à la chrysobulle impériale accordée à Venise en 1198 par Alexis III Ange. Il a donné à l'empereur latin le contrôle direct d'un quart de l'ancien territoire byzantin, à Venise trois huitièmes - y compris trois huitièmes de la ville de Constantinople, avec Hagia Sophia - et les trois huitièmes restants ont été répartis entre les autres chefs croisés. Par cette division, Venise devint la principale puissance de la Romanie latine et la puissance effective derrière l'Empire latin, fait clairement illustré par le titre élevé que son Doge acquit : Dominator quartae et dimidiae partis totius Romaniae  ("Seigneur d'un quart et demi de toute la Romanie "). 
Le traité survit dans un certain nombre de manuscrits, tous de Venise : le Liber Albus (fols.34ff.), Le Liber Pactorum (vol. I, fols.246ff. et vol. II, fols.261ff.), le Codex Sancti Marci 284, folio 3, et les codex Muratorii Ambrosiani I et II,. La première édition critique du traité a été publiée dans la collection de documents diplomatiques vénitiens compilés par Gottlieb Tafel et Georg Thomas pour l' Académie impériale des sciences de Vienne en 1856, tandis que A. Carile a publié une édition mise à jour avec commentaire complet en 1965. 

## Dispositions territoriales
Selon les dispositions du traité, les territoires ont été divisés en une partie du "Seigneur doge et de la commune de Venise " ( pars domini Ducis et communis Venetiae ), la partie de l'empereur latin ( pars domini Imperatoris ) et le reste comme la partie des croisés, ou « pèlerins » ( pars Peregrinorum ). 

## Observations
Sur la base des formes des noms, le matériel source pour la compilation du traité était en grec, tandis que la prédominance de termes fiscaux comme episkepsis indique l'utilisation des registres cadastraux et fiscaux de l'administration centrale byzantine . 
Plusieurs zones sont laissées en dehors de la Partitio. En Europe, les terres de Macédoine et de Thrace occidentale, entre les fleuves Maritsa et Vardar, ainsi que le nord-est du Péloponnèse, la Béotie et le centre de l'Eubée, sont absentes. C'étaient des terres attribuées à Boniface de Montferrat, et donc évidemment exclues de la partition générale. Ce fait contribue également à attribuer le terminus post quem du traité, à savoir l'accord du 16 mai 1204 entre Boniface et Baudouin de Flandre qui a institué le royaume de Thessalonique. 
Comme le souligne Zakythinos, la division territoriale indiquée dans la Partitio et dans le chrysobulle de 1198 pour l'Asie Mineure est beaucoup plus conservatrice et reflète bien plus la structure thématique « traditionnelle » que dans les provinces européennes. D'autre part, les deux documents diffèrent considérablement dans l'étendue du territoire qu'ils mentionnent : le chrysobulle de 1198 contient les parties centrale et nord de l'Asie mineure occidentale, mais aussi la rive sud avec Attaleia, Cilicia et même Antioche, alors que dans la Partitio, est inclus le rivage de la mer Noire de Paphlagonie jusqu'à Pavrae.

## Effets
La Partitio Romaniae a inauguré la période de l'histoire de la Grèce connue sous le nom de Frankokratia ou Latinokratia (« règne des Francs / Latins »), où les nobles catholiques d'Europe occidentale, principalement de France et d'Italie, ont établi des États sur l'ancien territoire byzantin et ont régné sur les indigènes pour la plupart orthodoxes grecs byzantins. Les dispositions de la Partitio Romaniae n'ont pas été pleinement appliquées, une grande partie du territoire byzantin tombant entre les mains, non des Croisés qui avaient mis la capitale à sac, mais des nobles grecs byzantins locaux, qui établirent les États successeurs byzantins du despotat d'Épire, de l'empire de Nicée et de l'empire de Trébizonde, tandis que les croisés se disputaient également entre eux. L'Empire latin lui-même, composé de la région entourant Constantinople, la Thrace et la mer de Marmara, a également été entraîné dans un conflit désastreux avec le puissant Second Empire bulgare. La domination latine s'est plus fermement établie et a duré le plus longtemps dans le sud de la Grèce (la principauté d'Achaïe et le duché d'Athènes), ainsi que dans les îles de la mer Égée, qui étaient largement sous le contrôle de Venise.

## Importance comme source historique
Comme la division était basée sur des documents perdus et des registres fiscaux de la chancellerie impériale byzantine, avec le chrysobulle d'Alexis III de 1198, la Partitio Romaniae est un document crucial pour connaître les divisions administratives de l'Empire byzantin et les domaines des diverses familles de magnats byzantins c. 1203 , ainsi que les zones encore contrôlées par le gouvernement central byzantin à l'époque. 

## Sources
- Brand, C. M. (1991). "Partitio Romaniae".  In Kazhdan, Alexander (ed.). The Oxford Dictionary of Byzantium. Oxford and New York: Oxford University Press. pp. 1591–1592.  (ISBN 0-19-504652-8).
- Carile, « Partitio terrarum imperii Romanie », Studi Veneziani, vol. 7,‎ 1965, p. 125–305
- Hendrickx, « Les duchés de l’Empire latin de Constantinople après 1204: origine, structures et statuts », Revue belge de philologie et d'histoire, vol. 93, no 2,‎ 2015, p. 303–328 (DOI 10.3406/rbph.2015.8837, lire en ligne)
- Koder, Johannes; Hild, Friedrich (1976). Tabula Imperii Byzantini, Band 1: Hellas und Thessalia (in German). Vienna: Verlag der Österreichischen Akademie der Wissenschaften.  (ISBN 978-3-7001-0182-6).
- Külzer, Andreas (2008). Tabula Imperii Byzantini, Band 12: Ostthrakien (Eurōpē) (in German). Vienna: Verlag der Österreichischen Akademie der Wissenschaften.  (ISBN 978-3-7001-3945-4).
- Ljubomir Maksimović, The Byzantine Provincial Administration under the Palaiologoi, Amsterdam, Adolf M. Hakkert, 1988, 308 p. (ISBN 978-90-256-0968-9)
- Nicol, Donald M. (1988). Byzantium and Venice: A Study in Diplomatic and Cultural Relations. Cambridge: Cambridge University Press.  (ISBN 0-521-34157-4).
- Nicolas Oikonomidès, Byzantium from the Ninth Century to the Fourth Crusade : Studies, Texts, Monuments, Aldershot, 1992 (1re éd. 1976), 3–28 p. (ISBN 978-0-86078-321-3), « La décomposition de l'empire byzantin à la veille de 1204 et les origines de l'empire de Nicée : à propos de la « Partitio Romaniae » »
- Soustal, Peter; Koder, Johannes (1981). Tabula Imperii Byzantini, Band 3: Nikopolis und Kephallēnia (in German). Vienna: Verlag der Österreichischen Akademie der Wissenschaften.  (ISBN 978-3-7001-0399-8).
- Soustal, Peter (1991). Tabula Imperii Byzantini, Band 6: Thrakien (Thrakē, Rodopē und Haimimontos) (in German). Vienna: Verlag der Österreichischen Akademie der Wissenschaften.  (ISBN 978-3-7001-1898-5).
- Gottlieb Lukas Friedrich Tafel et Georg Martin Thomas, Urkunden zur älteren Handels- und Staatsgeschichte der Republik Venedig, mit besonderer Beziehung auf Byzanz und die Levante : Vom neunten bis zum Ausgang des fünfzehnten Jahrhunderts. 1. Theil (814–1205), Vienne, Kaiserlich-Königliche Hof- und Staatsdruckerei, 1856 (lire en ligne)
- (en) Peter Thonemann, The Maeander Valley : a historical geography from antiquity to Byzantium, Cambridge, Cambridge University Press, 2011, 386 p. (ISBN 978-1-107-00688-1, lire en ligne)
- (el) Zakythinos, « Μελέται περὶ τῆς διοικητικῆς διαιρέσεως καὶ τῆς ἐπαρχιακῆς διοικήσεως ἐν τῷ Βυζαντινῷ κράτει », Ἐπετηρίς Ἐταιρείας Βυζαντινῶν Σπουδῶν, vol. 17,‎ 1941, p. 208–274 (lire en ligne)
- (el) Zakythinos, « Μελέται περὶ τῆς διοικητικῆς διαιρέσεως καὶ τῆς ἐπαρχιακῆς διοικήσεως ἐν τῷ Βυζαντινῷ κράτει », Ἐπετηρίς Ἐταιρείας Βυζαντινῶν Σπουδῶν, vol. 18,‎ 1948, p. 42–62 (lire en ligne)
- (el) Zakythinos, « Μελέται περὶ τῆς διοικητικῆς διαιρέσεως καὶ τῆς ἐπαρχιακῆς διοικήσεως ἐν τῷ Βυζαντινῷ κράτει », Ἐπετηρίς Ἐταιρείας Βυζαντινῶν Σπουδῶν, vol. 19,‎ 1949, p. 3–25 (lire en ligne)
- (el) Zakythinos, « Μελέται περὶ τῆς διοικητικῆς διαιρέσεως καὶ τῆς ἐπαρχιακῆς διοικήσεως ἐν τῷ Βυζαντινῷ κράτει », Ἐπετηρίς Ἐταιρείας Βυζαντινῶν Σπουδῶν, vol. 21,‎ 1951, p. 179–209 (lire en ligne)
- (el) Zakythinos, « Μελέται περὶ τῆς διοικητικῆς διαιρέσεως καὶ τῆς ἐπαρχιακῆς διοικήσεως ἐν τῷ Βυζαντινῷ κράτει », Ἐπετηρίς Ἐταιρείας Βυζαντινῶν Σπουδῶν, vol. 22,‎ 1952, p. 159–182
- (el) Zakythinos, « Μελέται περὶ τῆς διοικητικῆς διαιρέσεως καὶ τῆς ἐπαρχιακῆς διοικήσεως ἐν τῷ Βυζαντινῷ κράτει », Ἐπετηρίς Ἐταιρείας Βυζαντινῶν Σπουδῶν, vol. 25,‎ 1955, p. 127–157